# Postăvarul (sit SCI)
Postăvarul (arie naturală) este un sit de importanță comunitară - SCI desemnat în scopul protejării biodiversității și menținerii într-o stare de conservare favorabilă a florei și faunei sălbatice, precum și a unor habitate de interes comunitar aflate în partea sud-estică a Transilvaniei, pe teritoriul administrativ al județului Brașov.

## Localizare
Aria naturală este situată în partea sudică a județului Brașov (pe teritoriul nordic al orașului Predeal, sud-vestic al municipiului Săcele, vestic al Brașovului și cel estic al Râșnovului), în imediata apropiere a drumului național DN1 care leagă municipiul București de Sighișoara.

## Descriere
Zona a fost declarată sit de importanță comunitară prin Ordinul Ministerului Mediului și Dezvoltării Durabile Nr.1964 din 13 decembrie 2007 (privind instituirea regimului de arie naturală protejată a siturilor de importanță comunitară, ca parte integrantă a rețelei ecologice europene Natura 2000 în România). Acesta se întinde pe o suprafață de 1.288,2 hectare între râul Timiș, Valea Cheii și stațiunea turistică Poiana Brașov. 
Arealul a fost desemnat ca sit Natura 2000, în scopul protejării biodiversității și menținerii într-o stare de conservare favorabilă a florei și faunei sălbatice, precum și a habitatelor de interes comunitar. Acesta reprezintă o arie naturală (păduri de foioase, păduri de conifere, păduri în tranziție, tufișuri, tufărișuri, pajiști naturale, terenuri cultivate) de interes geologic, floristic, faunistic și peisagistic; încadrată în bioregiunea alpină a Masivului Postăvarul (grupare montană a Carpaților de Curbură ce aparțin lanțului carpatic al Orientalilor). Situl include rezervația naturală Muntele Postăvarul (1.025,50 ha).
Din punct de vedere geologic Masivul Postăvarul este alcătuit din calcare jurasice (Cheile Râșnovului și Muchia Cheii, culminând în partea înaltă a masivului cu Vârful Postăvarul-1799 m.) și din conglomerate și gresii atribuite erei geologice a cretacicului. Rețeaua apelor de suprafață aparține în mare parte bazinului hidrografic al Oltului.

## Biodiversitate
Situl Postăvarul prezintă o arie naturală cu o diversitate floristică și faunistică ridicată, exprimată atât la nivel de specii cât și la nivel de ecosisteme terestre.

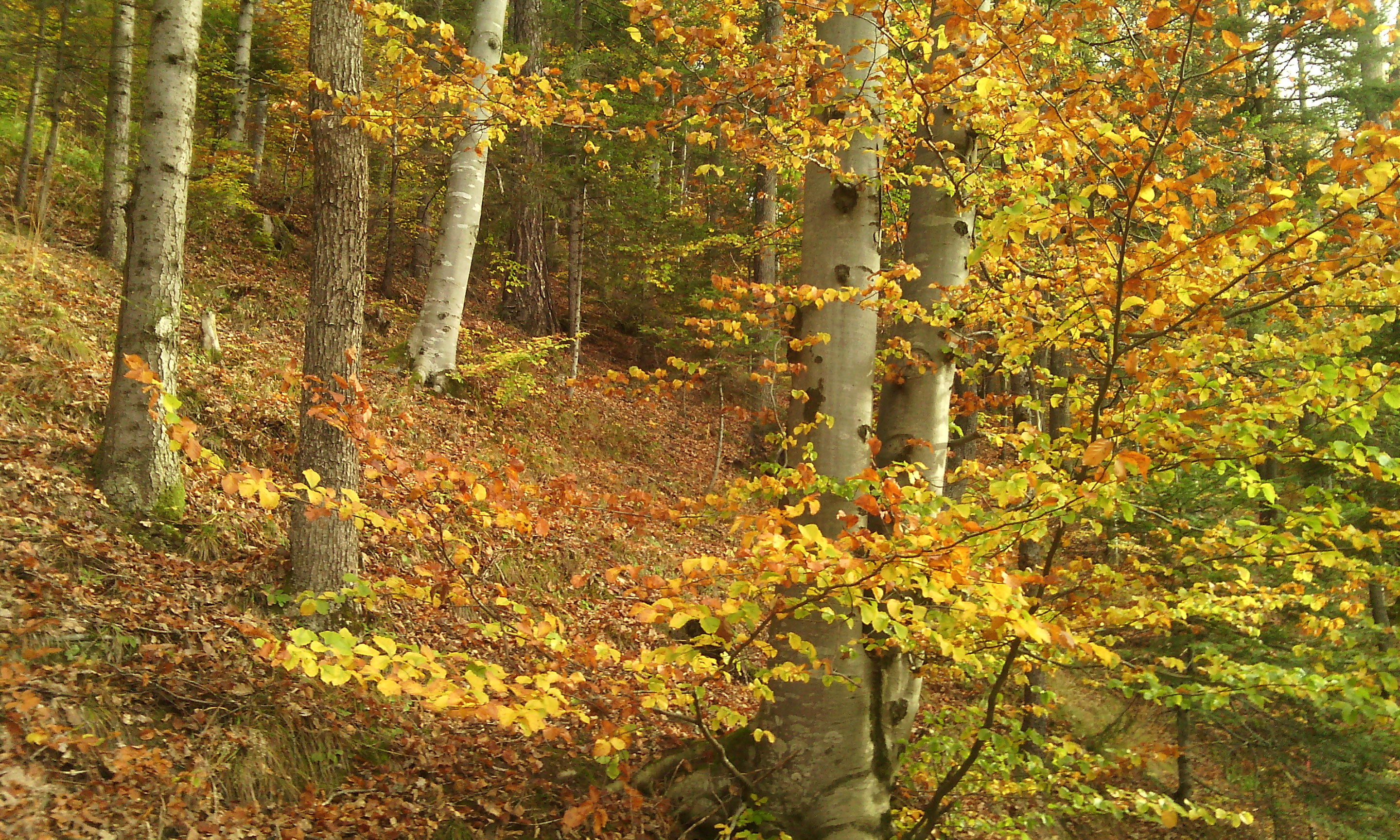
Habitat natural în Postăvarul (pădure mixtă)

În arealul sitului au fost identificate 12 de tipuri de habitate naturale de interes comunitar; astfel: Păduri dacice de fag (Symphyto-Fagion); Păduri de fag de tip Luzulo-Fagetum; Păduri din Tilio-Acerion pe versanți abrupți, grohotișuri și ravene; Păduri acidofile de Picea abies din regiunea montană (Vaccinio-Piceetea); Păduri medio-europene de fag din Cephalanthero-Fagion; Tufărișuri alpine si boreale; Tufărișuri cu specii sub-arctice de salix; Comunități de lizieră cu ierburi înalte higrofile de la nivelul câmpiilor, până la cel montan și alpin; Grohotișuri calcaroase și de șisturi calcaroase din etajul montan până în cel alpin; Fânețe montane; Pajiști calcifile alpine și subalpine și Versanți stăncoși cu vegetație chasmofitică pe roci calcaroase.
Flora ariei protejate are în componență specii de plante distribuite etajat, în concordanță cu structura geologică, caracteristicile solului, climei sau altitudinii unde aceasta vegetează.
Arbori și arbusti cu specii de: brad (Abies alba), molid (Picea Abies), zâmbru (Pinus cembra), pin de pădure (Pinus sylvestris), larice (Larix decidua), tisă (Taxus baccata), frasin (Fraxinus excelsior), arin (Alnus glutinosa), jneapăn (Pinus mugo), ienupăr (Juniperus communis), păducel (Crataegus monogyna), soc  (Sambucus nigra), alun (Corylus avellana), zmeur (Robus idaeus), măceș (Rosa canina), mur  (Rubus fruticosus), afin (Vaccinum myrtillus L.), afin american (Vaccinium macrocarpon), merișor (Vaccinium vitis-idaea), smârdar (Rhododendron myrtifolium). 
La nivelul ierburilor sunt întâlnite trei speciile floristice protejate prin Directiva Consiliului European 92/43/CE din 21 mai 1992 (privind conservarea habitatelor naturale și a speciilor de faună și floră sălbatică): clopoțelul de munte (Campanula serrata), churechiul de munte (Ligularia sibirica), papucul doamnei (Cypripedium calceolus).

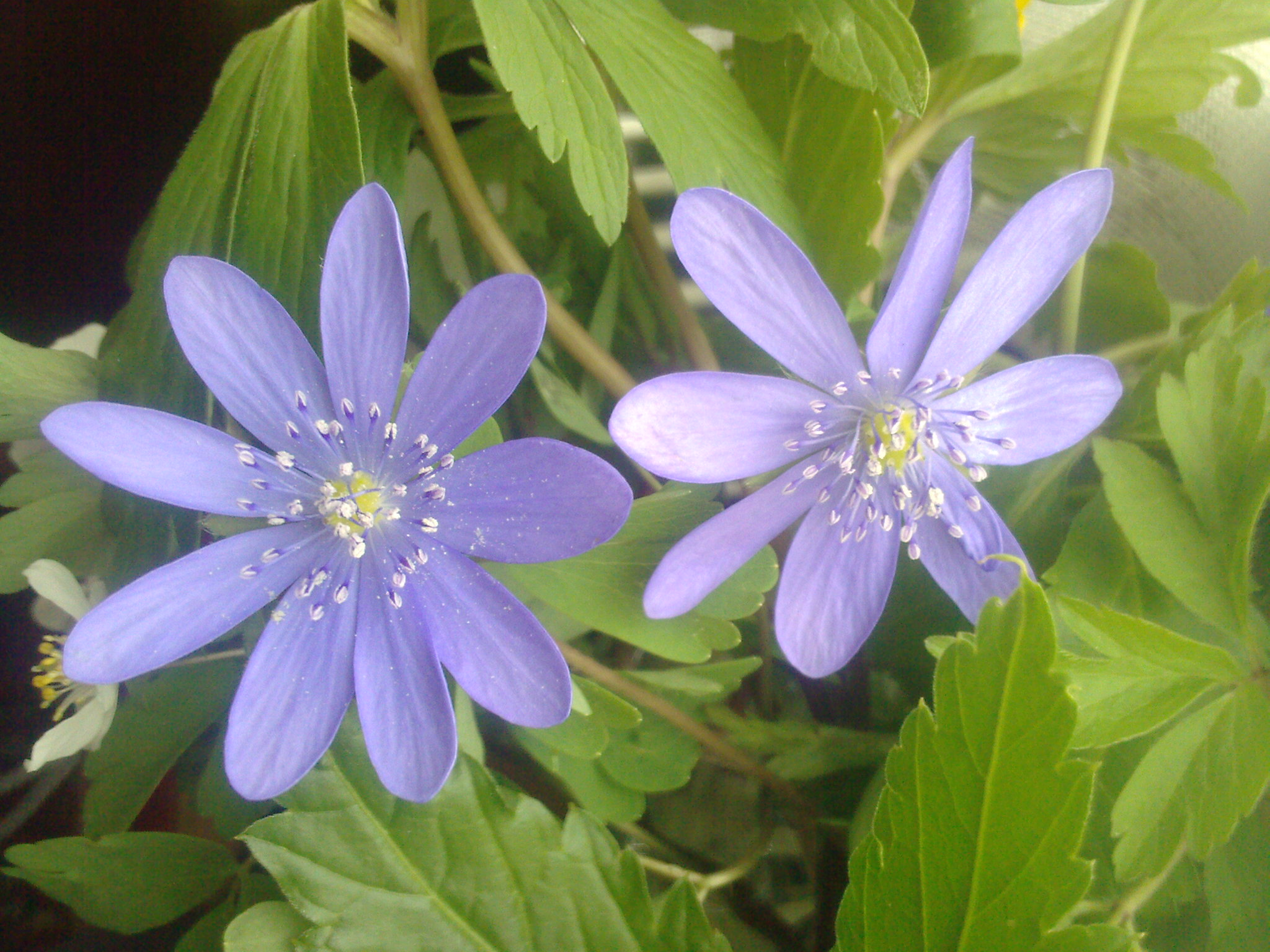
Crucea voinicului (Hepatica transsilvanica)

Acestea vegetează alături de alte rarități floristice (protejate la nivel internațional, endemice sau aflate pe lista roșie); printre care: coada șoricelului (Achillea oxyloba ssp. schurii), ceapă de munte (Allium victorialis), angelică (Angelica archangelica),  limba cucului (Botrychium matricariifolium),  clopoței (Campanula patula ssp. abietina), ferigă de piatră (Cystopteris sudetica), iederă albă (Daphne blagayana), garofiță albă de stânci (Dianthus spiculifolius), Gagea fistulosa o specie floristică din familia Liliaceae, Gymnadenia conopsea o specie de orhidee cunoscută sub denumirea populară de Mâna Maici Domnului, crucea voinicului (Hepatica transsilvanica), floare de colț (Leontopodium alpinum Cass), crinișor de stâncă (Lloydia serotina),  sângele voinicului (Nigritella nigra), untul-vacii (Orchis morio), stupiniță (Platanthera bifolia), țâța-vacii (Primula elatior ssp. leucophylla), bulbuc de munte (Trollius europaeus), buzișor (Corallorhiza trifida), gălbinel de munte (Doronicum carpaticum), talpa-ursului (Heracleum  palmatum), mirodea (Hesperis nivea), nopticoasă (Hesperis matronalis ssp. candida). 
Fauna sitului este una bogată și variată; la baza desemnării acestuia aflându-se mai multe specii (mamifere, păsări, reptile, amfibieni și insecte) protejate prin aceeași Directivă a Consiliului European (anexa I-a) 92/43/CE (privind conservarea habitatelor naturale și a speciilor de faună și floră sălbatică) sau aflate pe lista roșie a IUCN.
Specii faunistice protejate semnalate în sit: urs brun (Ursus arctos), cerb (Cervus elaphus), căprioară (Capreolus capreolus), lup cenușiu (Canis lupus), vulpe roșcată (Vulpes vulpes), râs eurasiatic (Lynx lynx), veveriță roșcată (Sciurus vulgaris), cocoș de munte (Tetrao urogallus), vânturelul roșu (Falco tinnunculus), codroș de munte (Phoenicurus ochruros), șoim călător (Falco peregrinus), brumăriță de stâncă (Prunella collaris), cristel-de-câmp (Crex crex), stăncuță (Corvus monedula), porumbel gulerat (Columba palumbus), ciocârlie-de-câmp (Alauda arvensis), ciuf-de-pădure (Asio otus), corb (Corvus corax), ieruncă  (Tetrastes bonasia), acvilă-țipătoare-mică (Aquila pomarina), acvilă de munte (Aquila chrysaetos), șorecar comun (Buteo buteo), șorecar-încălțat (Buteo lagopus), sticlete (Carduelis carduelis), pupăză (Upupa epops), cuc (Cuculus canorus), mierlă (Turdus merula), salamandra carpatică (Triturus montandoni), broasca-cu-burta-galbenă (Bombina veriegata), tritonul cu creastă (Triturus cristatus), viperă (Vipera berus), șopârlă de ziduri (Podarcis muralis), croitorul de fag (Rosalia alpina), gândacul de apă (Rhysodes sulcatus), apolonul negru (un fluture din specia Parnassius mnemosyne), precum și un ortopter endemic pentru această zonă, cunoscut sub denumirea de cosașul transilvan (Pholidoptera transsylvanica).

## Căi de acces
- Drumul național DN1 pe ruta: București - Ploiești - Sinaia - Azuga - Predeal - Timișu de Sus.
- Drumul național DN1E: Brașov - Poiana Brașov.

## Monumente și atracții turistice
În vecinătatea sitului se află mai multe obiective de interes turistic (lăcașuri de cult, monumente istorice, muzee, rezervații naturale, peșteri, cheiuri), astfel:

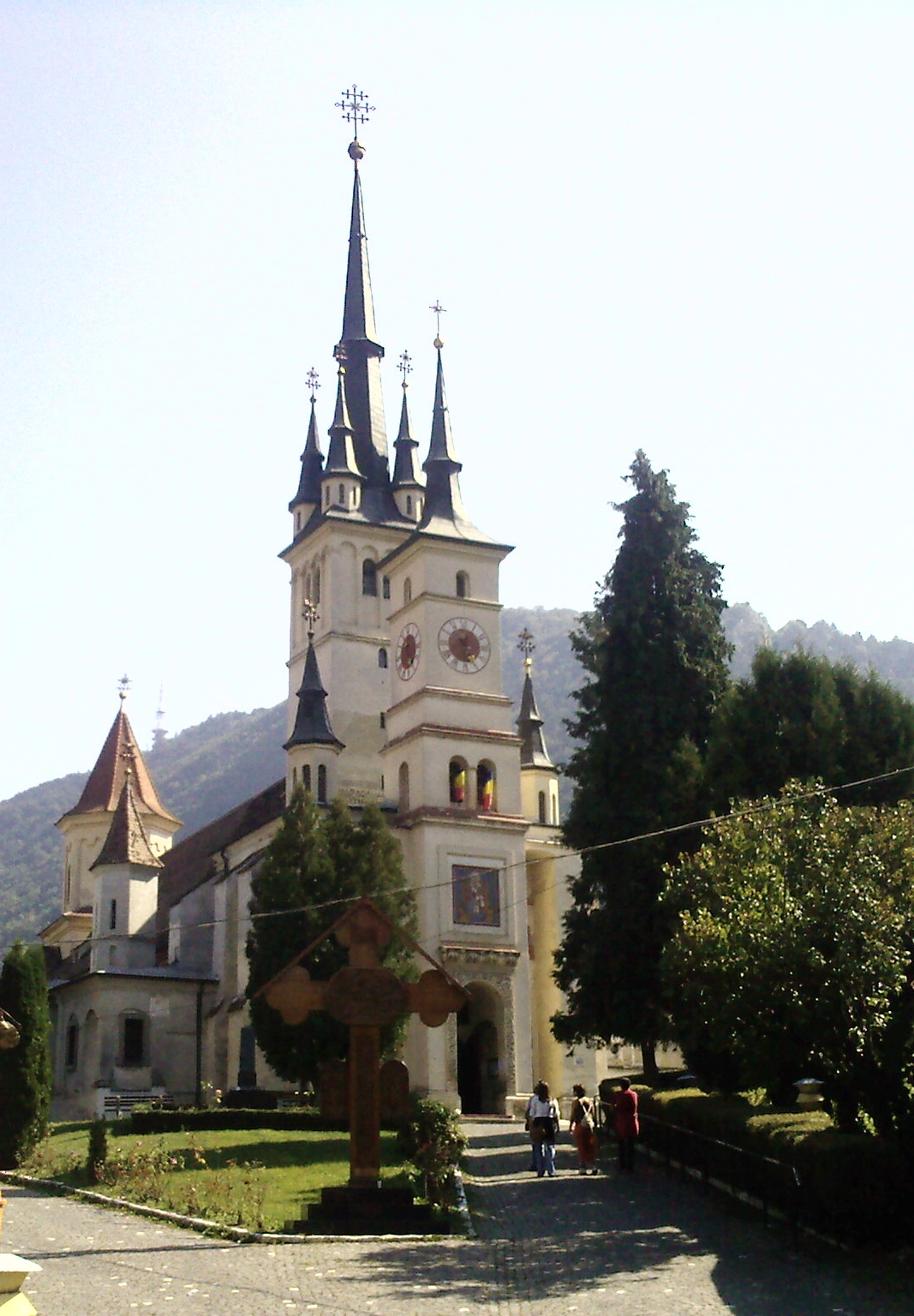
Biserica „Sf. Nicolae”

### Lăcașuri de cult
- Mănăstirea  „Sfântul Mare Ierarh Nicolae” din Predeal (mănăstire de maici datată din anul 1744.
- Biserica „Sf. Împărați Constantin și Elena” din Predeal.
- Biserica de lemn din Timișu de Sus construită în stil maramureșan.
- Mănastirea romano-catolică „Congregațio Jesus” din Timișu de Sus.
- Capela romano-catolică din Timișu de Jos.
- Biserica Neagră din Brașov construită între 1377 și 1477 pe locul unei vechi bazilici romane.
- Biserica Sf. Nicolae din Brașov, construcție secolul al XIV-lea.
- Biserica Sfântul Bartolomeu din Brașov, construcție secolul al XIII-lea.
- Biserica „Sfânta Adormirea a Maicii Domnului” din Săcele, construcție secolul al XVIII-lea.
- Biserica evanghelică Sfântul Matias din Râșnov, construită în secolul XIII, monument istoric.

### Edificii istorice
- Cetatea Râșnov, ansamblu fortificat situat la sudul orașului, unul din cele mai bine păstrate ansambluri fortificate din Transilvania ce datează din secolul al XIV-lea.
- Poarta Șchei din Brașov construită în stil clasicist de meșterul zidar Joseph Jani (între anii 1827–1828), Edificiul are forma unui arc de triumf cu trei intrări (o deschidere centrala mare, încadrată de două intrări laterale).
- Poarta Ecaterinei din Brașov construită în anul 1559 pe locul unei vechi porți (la mijlocul zidurilor nordice, între Bastionul Fierarilor și Bastionul Țesătorilor) care asigura accesul din Șchei spre oraș.
- Bastioanele (Aurarilor, Cojocarilor, Curelarilor, Fierarilor, Funarilor, Graft, Postăvarilor, Țesătorilor) de apărare ale breslelor brașovene.

### Muzee
- Casa Sfatului construită în secolul al XV-lea ca turn de apărare, transformându-se ulterior în Primărie. Astăzi edificiul  adăpostește Muzeul de Istorie Brașov.

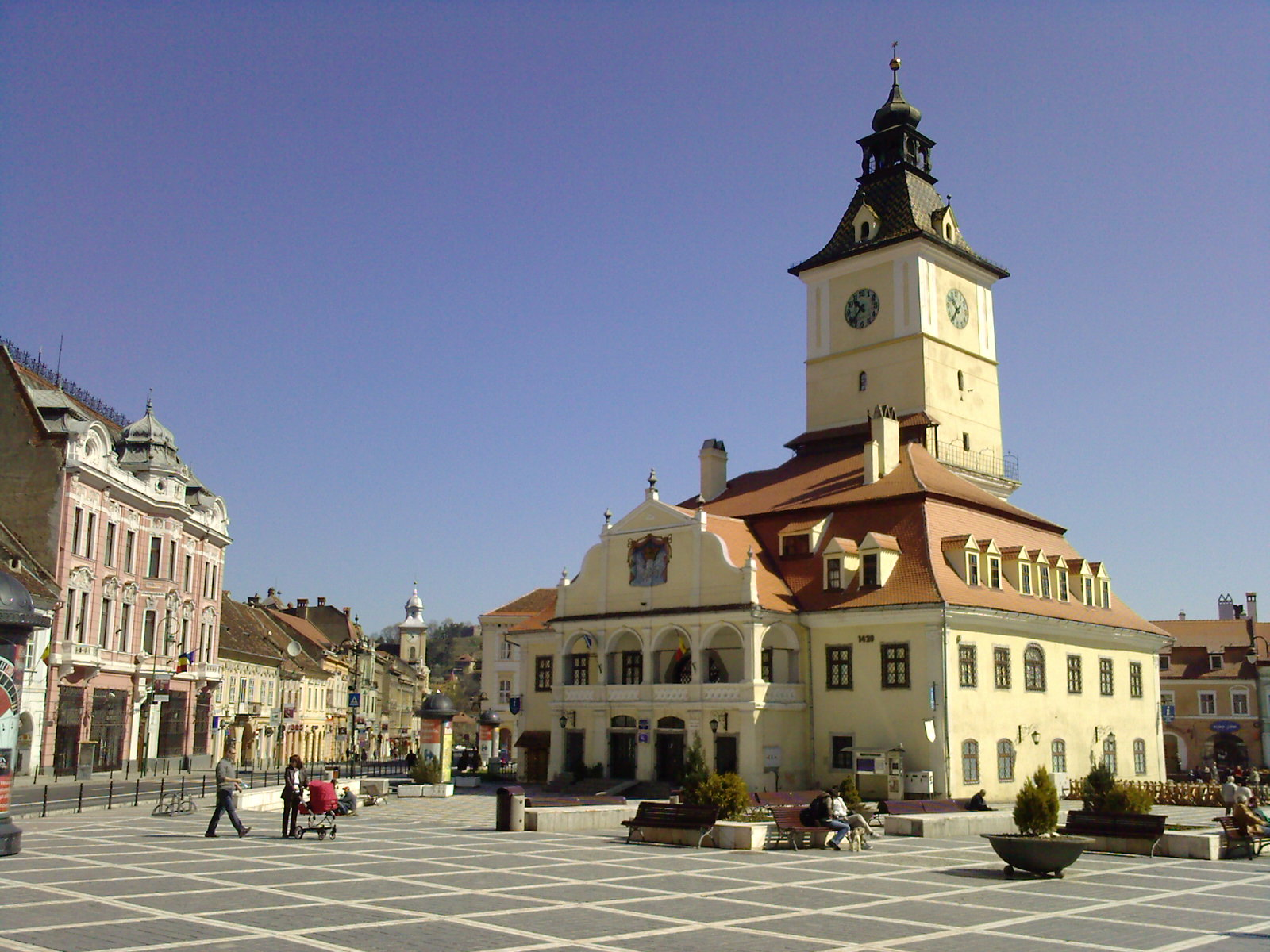
Casa Sfatului Muzeul de istorie Brașov

- Casa Mureșenilor construcție datată în secolul al XV-lea, astăzi clădirea găzduiește un muzeu dedicat unor descendenți ai familiei Mureșenilor (Iacob Mureșianu, redactor al Gazetei Transilvaniei între anii 1850-1877 și Andrei Mureșanu, autorul versurilor Imnului național Deșteaptă-te, române!).
- Prima școală românească din cartierul Șcheii Brașovului, aflată în curtea interioară a Bisericii „Sfântul Nicolae” și construită în anul 1760. Clădirea adăpostește Muzeul „Prima Școală Românească” organizat în cinci săli: Sala „Anton Pann”, Sala „Diaconul Coresi”, Sala „Cartea și cărturarii brașoveni”, Sala „Cartea, factor de unitate națională” și Sala „Cu Vatră”[21].
- Muzeul de Artă din Brașov ce găzduiește o galerie națională de pictură și sculptură și o expoziție de artă decorativă.

### Arii protejate
- Piatra Mare (4.274 ha) - sit de importanță comunitară inclus în rețeaua ecologică europenă Natura 2000 în România.
- Stejerișul Mare (Colții Corbului Mare) (16,30 ha), rezervație naturală ce adăpostește o gamă floristică variată, cu mai multe specii rare, printre care  flămânzică (Draba nemerosa) sau pochivnic (Asarum europaeum).
- Muntele Tâmpa, arie naturală protejată (150 ha) aflată în partea sudică a municipiului Brașov, la baza căreia se află vestigiile istorice (turnuri de pază) Turnul Cuțitarilor și Turnul Cizmarilor.
- Peștera Valea Cetății - din 2011 aceasta a fost amenajată (balustrade, pasarele, bare de protecție, scări, trotuare, sistem de iluminat) și introdusă în circuit turistic.
- Peștera și Cheile Râșnoavei.